# Leftoverture
Leftoverture – czwarty studyjny album amerykańskiej grupy wykonującej rock progresywny, Kansas, wydany w październiku 1976 roku.

## Lista utworów
1. "Carry On Wayward Son" (5:23)
2. "The Wall" (4:51)
3. "What's on My Mind" (3:28)
4. "Miracles out of Nowhere" (6:28)
5. "Opus Insert" (4:30)
6. "Questions of My Childhood" (3:40)
7. "Cheyenne Anthem" (6:55)
8. "Magnum Opus" (I. Father Padilla Meets The Perfect Gnat / II. Howling At The Moon / III. Man Overboard / IV. Industry On Parade / V. Release The Beavers / VI. Gnat Attack) (8:25)

### Reedycja z 2001 r.
1. "Carry On Wayward Son (Live)" (4:45)
2. "Cheyenne Anthem (Live)" (6:41)

## Twórcy
- Phil Ehart - perkusja
- Dave Hope - gitara basowa
- Kerry Livgren -gitara, instrumenty klawiszowe
- Robby Steinhardt - skrzypce, altówka, śpiew (partie prowadzące w "Miracles out Of Nowhere" i "Cheyenne Anthem")
- Steve Walsh - śpiew, instrumenty klawiszowe
- Rich Williams - gitara

Gościnnie
- Toye LaRocca – śpiew
- Cheryl Norman – śpiew